# Ivan Gvozdenović
Ivan Gvozdenović (en serbe en écriture cyrillique : Иван Гвозденовић), né le 19 août 1978 à Bor (Yougoslavie aujourd'hui en Serbie), est un footballeur serbe, qui évoluait au poste de défenseur ou milieu en équipe de Yougoslavie reconverti entraîneur.

## Biographie
Gvozdenović commence sa carrière à l'Étoile rouge de Belgrade. En 2003 alors capitaine du club, il rejoint le FC Bruges, mais des blessures à répétition et un système qui ne lui convient pas vraiment l’empêchent de forcer une place de titulaire. Il est prêté six mois au FC Metz en 2005 mais une nouvelle blessure l'éloigne des terrains. En 2006, remis de ses problèmes physiques, il profite de la blessure de Michael Klukowski pour disputer tout le premier tour au poste d'arrière gauche. Il décide néanmoins de ne pas prolonger son contrat et d'être donc libéré en juin 2007. Il signe en octobre 2007 au Dinamo Bucarest puis en 2008 au Metalurg Donetsk. En 2009, il revient dans son pays natal en retournant à l'Étoile rouge de Belgrade.

## Palmarès

### En équipe nationale
- 1 sélection et 0 but avec l'équipe de Yougoslavie en 2001.

### Avec l'Étoile rouge de Belgrade
- Vainqueur du Championnat du Yougoslavie en 2000 et 2001.
- Vainqueur de la Coupe de Yougoslavie en 2000 et 2002.

### Avec le FC Bruges
- Vainqueur du Champion de Belgique en 2003 et 2005.
- Vainqueur de la Coupe de Belgique en 2004 et 2007.

### Avec le KF Tirana
- Vainqueur de la Coupe d'Albanie en 2011.

### Avec le Skënderbeu Korçë
- Vainqueur du Championnat d'Albanie : 2012, 2013 et 2014.